# Giuseppe Rossino
Giuseppe Rossino (* 15. Januar 1880 in Robella di Trino, Provinz Vercelli; † 31. Dezember 1949) war ein italienischer Geistlicher und Kurienerzbischof der römisch-katholischen Kirche.

## Leben
Giuseppe Rossino empfing am 20. Juli 1902 das Sakrament der Priesterweihe.
Am 28. März 1931 ernannte ihn Papst Pius XI. zum Titularerzbischof von Thessalonica. Der Sekretär der Konsistorialkongregation, Raffaele Carlo Kardinal Rossi OCD, spendete ihm am 19. April desselben Jahres die Bischofsweihe; Mitkonsekratoren waren der Erzbischof von Vercelli, Giacomo Montanelli, und der Bischof von Acireale, Evasio Colli. Am 9. März 1946 ernannte ihn Papst Pius XII. zum Sekretär der Kongregation für die Seminare und Studieneinrichtungen.